# Brian G. Marsden
Brian Geoffrey Marsden (5 august 1937, la Cambridge, Regatul Unit – 18 noiembrie 2010 la Burlington, Massachusetts, Statele Unite ale Americii, de o boală a măduvei osoase) a fost un astronom americano-britanic; din 1978 a fost director al Minor Planet Center de la SAO situat la Cambridge în Massachusetts.
| 37556 Svyaztie | 28 august 1982 | cu N. S. Cernîh |

## Studii
Marsden a studiat la The Perse School în Cambridge, New College, Oxford și la Yale University.

## Lucrări
Specialist în mecanica cerească și în astrometrie, el a colectat datele asupra pozițiilor asteroizilor și cometelor și le-a calculat orbitele, deseori pornind de la informații observaționale reduse.
Marsden a ajutat la regăsirea cometelor și asteroizilor pierduți. Unii asteroizi și comete descoperite în trecut au fost „pierdute” deoarece puține date observaționale fuseseră colectate în epocă pentru a determina o orbită destul de fiabilă pentru a ști unde să fie căutate în timpul observațiilor ulterioare. Uneori, descoperirea unui nou obiect se dovedește a fi de fapt redescoperirea unui obiect considerat, până atunci, „pierdut”, ceea ce poate fi dovedit calculându-i orbita revenind în trecut și comparând pozițiile calculate cu pozițiile obiectului „pierdut” înregistrate anterior. În cazul cometelor, exercițiul este deosebit de anevoios din cauza forțelor nongravitaționale care le pot afecta orbitele (emisii de jeturi de gaze din nucleul cometei), dar Marsden s-a specializat în calculul unor asemenea forțe nongravitaționale.
A prezis cu succes reîntoarcerea în 1992 a cometei periodice „pierdute” Swift-Tuttle.
Un timp, a propus ca planeta Pluto să rămână considerată în același timp ca planetă și ca planetă minoră, alocându-i numărul de asteroid 10.000; totuși, această propunere nu i-a fost reținută. La aflarea acestui lucru, Marsden a demisionat de la conducerea Minor Planet Center (MPC), post pe care îl ocupa din 1978, rămânând totuși „director emerit”.
La 18 august 1982 a descoperit asteroidul 37556 Svyaztie împreună cu Nikolai Cernîh, la Observatorul Astrofizic din Crimeea. Numele ales de către cei doi descoperitori, Svyaztie este format (prin concatenare) din cuvântul rusesc Связь, transcris [svyaz'] / [sviaz], și cuvântul englezesc tie, ambele înseamnând „contact”, „conexiune”. Prin aceasta, ei voiau să sublinieze colaborarea și prietenia lor, care au depășit barierele naționale și politice.

## Recompense
- Premiul George Van Biesbroeck de la Societății Americane de Astronomie (1989);
- Brouwer Award al Division on Dynamical Astronomy al Societății Americane de Astronomie (1995).[10]

## Omagieri
- În cinstea sa, un asteroid descoperit de astronomul olandez Cornelis Johannes van Houten, la 24 martie 1971, a primit numele: 1877 Marsden.[11]